# UFC 214
UFC 214：科米尔对琼斯二番战（UFC 214: Cormier vs. Jones 2）是终极格斗冠军赛（UFC）主办的一场综合格斗赛事，于2017年7月29日在美国加州安纳海姆的本田中心举行。

## 结果
1. ↑  UFC轻重量级冠军战
2. ↑  UFC沉量级冠军战
3. ↑  UFC女子羽量级冠军战